# Uroballus
Uroballus là một chi nhện trong họ Salticidae.

## Các loài
Các loài:
- Uroballus henicurus Simon, 1902
- Uroballus octovittatus Simon, 1902
- Uroballus peckhami Żabka, 1985